# Guido di Graziano

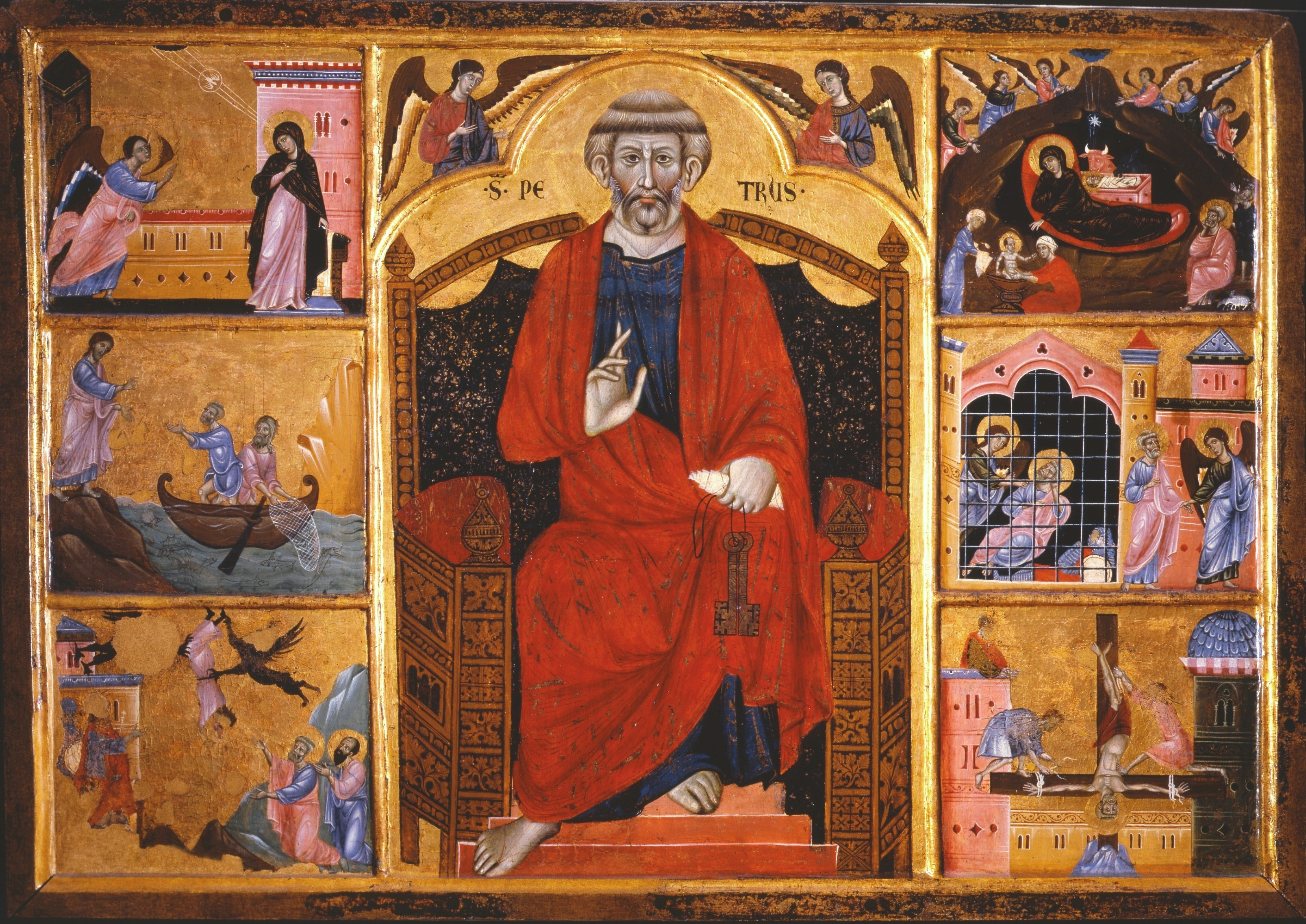
Dossale di san Pietro, Pinacoteca nazionale di Siena

Guido di Graziano (... – XIII secolo) è stato un pittore e miniatore italiano, documentato a Siena tra il 1278 e il 1302.

## Notizie biografiche
Il nome di Guido di Graziano compare due volte come autore di tavolette per i registri delle biccherne: nel secondo semestre del 1284, coi fratelli pittori Meo e Guarnerio, e nel primo del 1292; inoltre è citato nel 1285 come Guidone della "lira" di San Donato (una delle antiche ripartizioni amministrative del comune di Siena nel terzo di Camollia), poco prima di una menzione a suo fratello Guarnerio. Dal 1278 al 1302 si conoscono poi numerosi pagamenti a un pittore di nome Guido, soprattutto per la decorazione dei libri del camerlengo o dei quattro provveditori (biccherna 76 del gennaio-giugno 1280, biccherna 93 del luglio-dicembre 1286, biccherna 96 del gennaio-giugno 1288, biccherna 99 del gennaio-giugno 1289, biccherna 103 del luglio-dicembre 1290), oltre a spese per pitture su vessilli e libri notarili.
Due note di spesa poi lo ricordano come autore di due perduti affreschi nel Palazzo Pubblico raffiguranti la Maestà e i Santi Pietro e Paolo. Sul fatto che tutte queste voci di spesa si riferiscano alla medesima persona si è molto discusso: Romagnoli (ante 1835) e Milanesi (1859) ne erano convinti, ma la critica successiva ne è stata più cauta.
Di tutte queste opere documentate comunque resta oggi la sola tavoletta di biccherna con Don Guido monaco di San Galgano (primo semestre del 1280), a partire dalla quale Luciano Bellosi, nel 1991, ha ricostruito un gruppo di opere tra le quali spiccano il Dossale di san Pietro e la tavola di San Francesco e storie della sua vita. A queste si sono poi aggiunte la Madonna di San Regolo a Montaione, la Madonna col Bambino della Chiesa di Santa Maria a Campagnatico) ed altre ancora.
Le differenze ben nette tra questo gruppo di opere e quelle di Guido da Siena assicurano ormai la separazione tra i due artisti.

## Lista delle opere
- Tavoletta di biccherna con Don Guido monaco di San Galgano, primo semestre del 1280, Archivio di Stato, Siena
- Dossale di san Pietro, Pinacoteca nazionale, Siena
- San Francesco e storie della sua vita, Pinacoteca nazionale, Siena
- Madonna di San Regolo, chiesa parrocchiale di San Regolo, Montaione
- Madonna col Bambino, Chiesa di Santa Maria delle Grazie o della Misericordia, Campagnatico.
- Madonna col Bambino, Convento delle Cappuccine, Siena
- coperta della biccherna del 1307 con frate Magino degli Umiliati, Archivio di Stato, Siena
- iniziali istoriate del corale 33C, Museo dell'Opera del Duomo, Siena (miniatura)
- illustrazioni del Tractatus de Creatione Mundio, ms H.VI.31, BCS, Siena (miniatura)
- Cristo in gloria, la Vergine e gli apostoli, codice 1, Biblioteca comunale, Cortona (miniatura)
- croce dipinta?, chiesa di San Francesco, Grosseto.